# ピアチェンツァ・ダーディジェ
ピアチェンツァ・ダーディジェ（伊: Piacenza d'Adige）は、イタリア共和国ヴェネト州パドヴァ県にある、人口約1,200人の基礎自治体（コムーネ）。

## 地理

### 位置・広がり

#### 隣接コムーネ
隣接するコムーネは以下の通り。括弧内のROはロヴィーゴ県所属を示す。
- バディーア・ポレージネ (RO)
- ボルゴ・ヴェーネト
- カザーレ・ディ・スコドージア
- レンディナーラ (RO)
- マージ
- メリアディーノ・サン・ヴィターレ
- メルラーラ
- ポンソ
- サントゥルバーノ
- サンタ・カテリーナ・デステ（ヴィギッツォーロ・デステ）

### 気候分類・地震分類
ピアチェンツァ・ダーディジェにおけるイタリアの気候分類 (it) および度日は、zona E, 2355 GGである。
また、イタリアの地震リスク階級 (it) では、zona 3 (sismicità bassa) に分類される。